# Ottendorf an der Rittschein

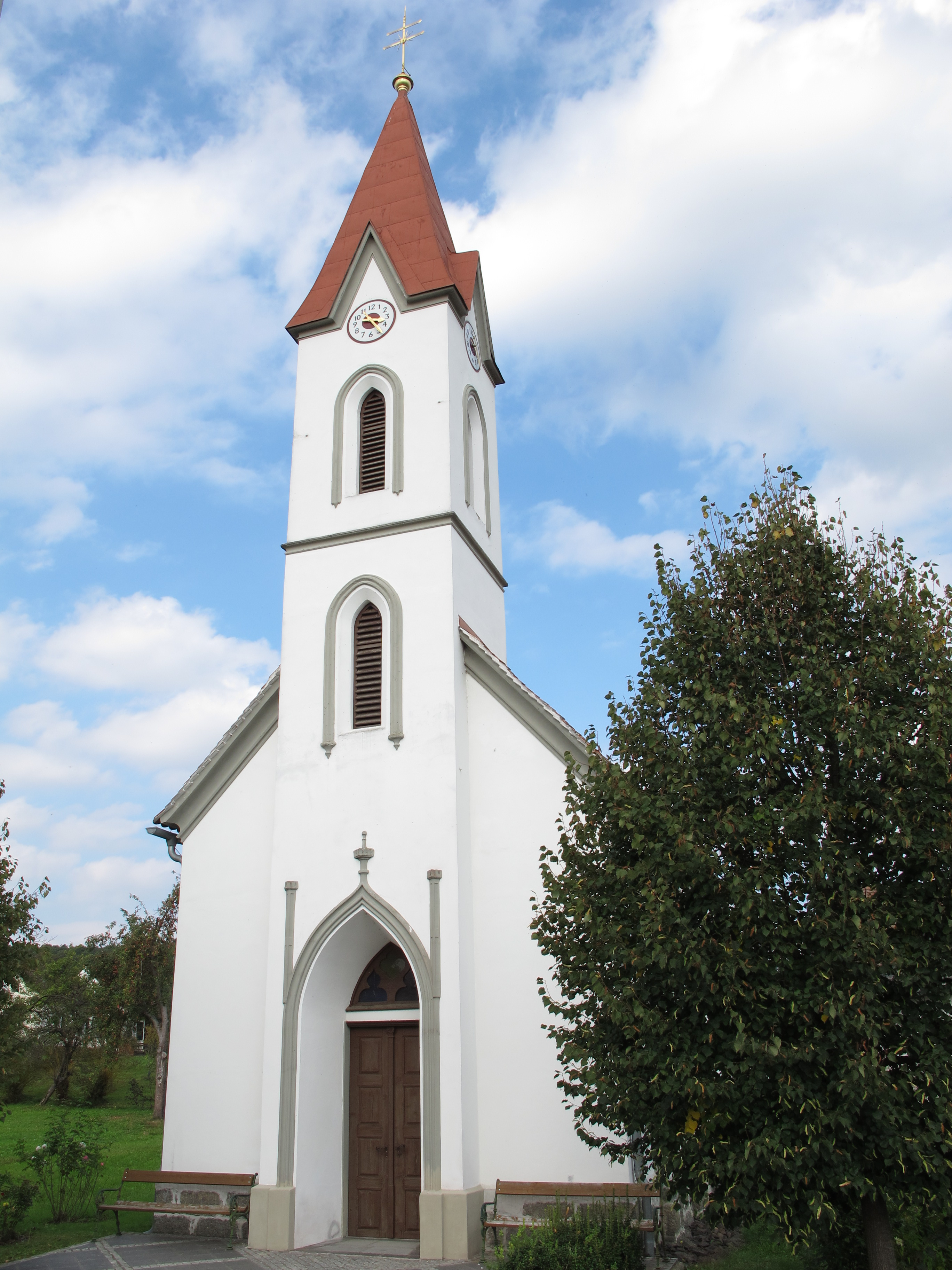
Ortskapelle in Walkersdorf

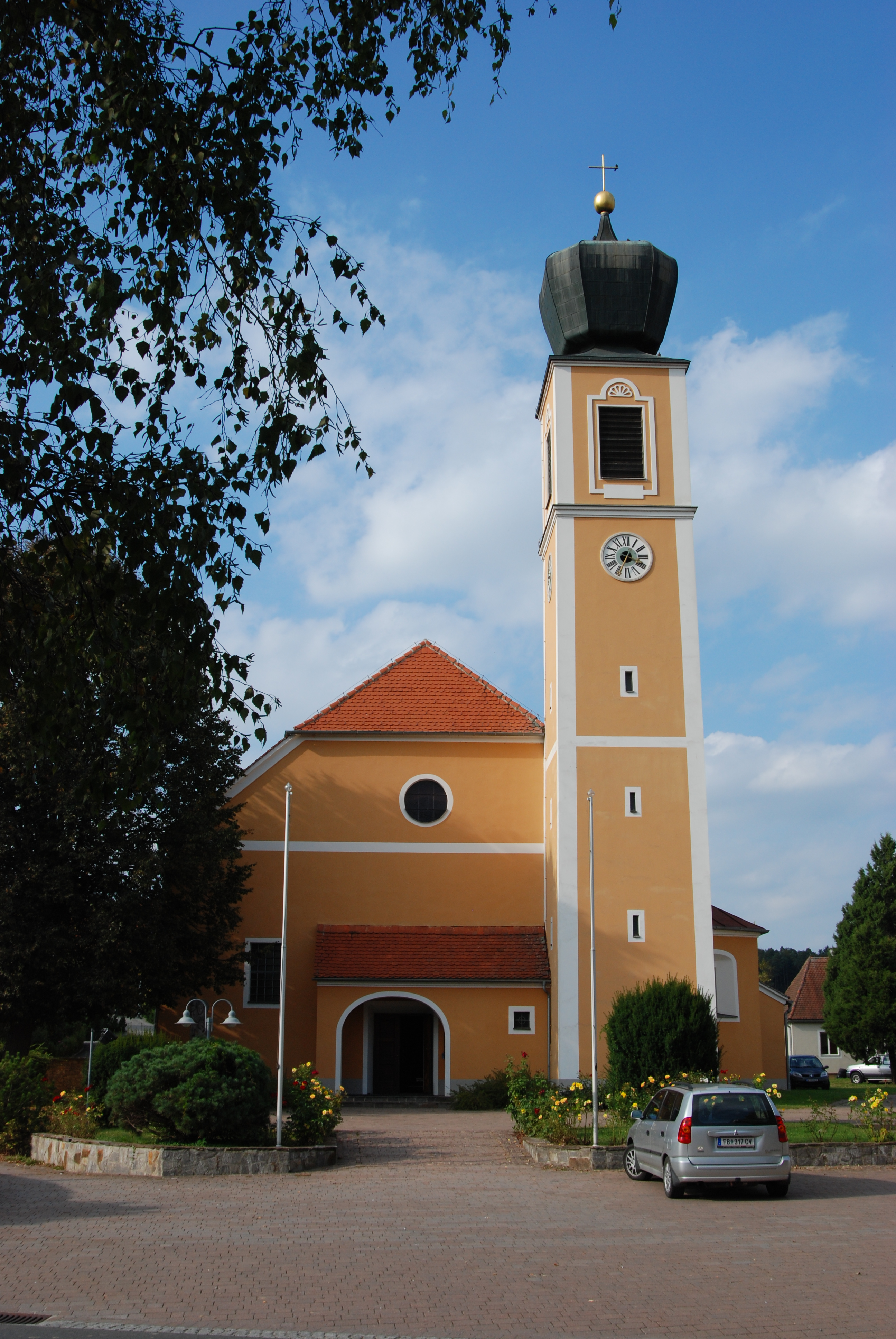
Pfarrkirche in Ottendorf

Ottendorf an der Rittschein ist eine Gemeinde mit 1593 Einwohnern (Stand 1. Jänner 2024) im Gerichtsbezirk Fürstenfeld bzw. politischem Bezirk Hartberg-Fürstenfeld in der Steiermark.

## Geografie
Ottendorf an der Rittschein liegt in der Oststeiermark im Dreieck der Städte Gleisdorf, Fürstenfeld, Feldbach. Die Rittschein durchfließt die Gemeinde von Westen nach Osten und ist ein rechter Nebenfluss der Lafnitz, etwa 300 Meter über dem Meer. Nach Norden und Süden steigt das Land auf bis zu 400 Meter an.
Die Gemeinde hat eine Fläche von 14,27 Quadratkilometer. Davon sind 48 Prozent landwirtschaftliche Nutzfläche und 38 Prozent sind bewaldet.

### Gemeindegliederung
Die Gemeinde besteht aus vier Katastralgemeinden (Fläche Stand 31. Dezember 2023):
- Breitenbach (148,97 ha)
- Ottendorf (617,53 ha)
- Walkersdorf (360,51 ha)
- Ziegenberg (300,52 ha)

Das Gemeindegebiet umfasst vier Ortschaften (Einwohnerzahl Stand 1. Jänner 2024):
- Breitenbach (94)
- Ottendorf an der Rittschein (878)
- Walkersdorf (364)
- Ziegenberg (257)

### Eingemeindungen
Am 1. Jänner 1969 wurden die Gemeinden Walkersdorf (Bezirk Feldbach) und Ottendorf bei Gleisdorf (Bezirk Weiz) der Bezirkshauptmannschaft Fürstenfeld zugewiesen und zur neuen Gemeinde Ottendorf an der Rittschein vereinigt.

### Nachbargemeinden
|                          | Ilz                                         |                  |
| Markt Hartmannsdorf (WZ) | Kompassrose, die auf Nachbargemeinden zeigt |                  |
|                          |                                             | Riegersburg (SO) |

## Geschichte
Ottendorf kommt von „dorf des otto“. Die Orte in der Gemeinde wurden von bairischen Siedlern im 10. Jahrhundert gegründet. Ottendorf wird 1318 im Lehenbuch des Bischofs von Seckau erstmals schriftlich erwähnt.
Ziegenberg war von 1850 an eine selbstständige Gemeinde im Gerichtsbezirk Fürstenfeld bzw. Bezirk Feldbach, während Breitenbach ab 1850 zur Verwaltungsgemeinde Walkersdorf im Gerichtsbezirk und Bezirk Feldbach gehörte. Erst 1935 wurde Ottendorf von Oed (heutige Gemeinde Markt Hartmannsdorf) getrennt und zu einer eigenen Gemeinde.

### Bevölkerungsentwicklung
| Ottendorf an der Rittschein: Einwohnerzahlen von 1869 bis 2024 | Ottendorf an der Rittschein: Einwohnerzahlen von 1869 bis 2024 | Ottendorf an der Rittschein: Einwohnerzahlen von 1869 bis 2024 | Ottendorf an der Rittschein: Einwohnerzahlen von 1869 bis 2024 | Ottendorf an der Rittschein: Einwohnerzahlen von 1869 bis 2024 |
| -------------------------------------------------------------- | -------------------------------------------------------------- | -------------------------------------------------------------- | -------------------------------------------------------------- | -------------------------------------------------------------- |
| Jahr                                                           |                                                                |                                                                |                                                                | Einwohner                                                      |
| 1869                                                           | 1869                                                           |                                                                | 1.182                                                          | 1.182                                                          |
| 1880                                                           | 1880                                                           |                                                                | 1.234                                                          | 1.234                                                          |
| 1890                                                           | 1890                                                           |                                                                | 1.226                                                          | 1.226                                                          |
| 1900                                                           | 1900                                                           |                                                                | 1.258                                                          | 1.258                                                          |
| 1910                                                           | 1910                                                           |                                                                | 1.301                                                          | 1.301                                                          |
| 1923                                                           | 1923                                                           |                                                                | 1.255                                                          | 1.255                                                          |
| 1934                                                           | 1934                                                           |                                                                | 1.298                                                          | 1.298                                                          |
| 1939                                                           | 1939                                                           |                                                                | 1.265                                                          | 1.265                                                          |
| 1951                                                           | 1951                                                           |                                                                | 1.304                                                          | 1.304                                                          |
| 1961                                                           | 1961                                                           |                                                                | 1.312                                                          | 1.312                                                          |
| 1971                                                           | 1971                                                           |                                                                | 1.384                                                          | 1.384                                                          |
| 1981                                                           | 1981                                                           |                                                                | 1.349                                                          | 1.349                                                          |
| 1991                                                           | 1991                                                           |                                                                | 1.329                                                          | 1.329                                                          |
| 2001                                                           | 2001                                                           |                                                                | 1.440                                                          | 1.440                                                          |
| 2011                                                           | 2011                                                           |                                                                | 1.504                                                          | 1.504                                                          |
| 2021                                                           | 2021                                                           |                                                                | 1.584                                                          | 1.584                                                          |
| 2024                                                           | 2024                                                           |                                                                | 1.593                                                          | 1.593                                                          |
| Quelle(n): Statistik Austria, Gebietsstand 1.1.2021            |                                                                |                                                                |                                                                |                                                                |

## Kultur und Sehenswürdigkeiten
- Pfarrkirche hl. Helena

## Wirtschaft und Infrastruktur

### Wirtschaftssektoren
Von den 85 landwirtschaftlichen Betrieben des Jahres 2010 wurden 18 im Haupterwerb geführt. Diese bewirtschafteten 39 Prozent der Flächen. Im Produktionssektor arbeiteten 16 Erwerbstätige in der Bauwirtschaft, 8 im Bereich Herstellung von Waren. Die wichtigsten Arbeitgeber des Dienstleistungssektors waren die Bereiche Handel (44), soziale und öffentliche Dienste (35) und Beherbergung und Gastronomie (22 Mitarbeiter).
| Wirtschaftssektor            | Anzahl Betriebe | Anzahl Betriebe | Anzahl Betriebe | Erwerbstätige | Erwerbstätige | Erwerbstätige |
| Wirtschaftssektor            | 2021            | 2011            | 2001            | 2021          | 2011          | 2001          |
| ---------------------------- | --------------- | --------------- | --------------- | ------------- | ------------- | ------------- |
| Land- und Forstwirtschaft 1) | 34              | 85              | 142             | 41            | 57            | 37            |
| Produktion                   | 17              | 10              | 6               | 35            | 24            | 24            |
| Dienstleistung               | 86              | 43              | 29              | 195           | 124           | 111           |

1) Betriebe mit Fläche in den Jahren 2010 und 1999, Arbeitsstätten im Jahr 2021

### Arbeitsmarkt, Pendeln
Im Jahr 2011 lebten 788 Erwerbstätige in Ottendorf an der Rittschein. Davon arbeiteten 136 in der Gemeinde, mehr als 80 Prozent pendelten aus.

## Politik

### Bürgermeister
Bürgermeister der Gemeinde ist Ewald Deimel.
Dem Gemeindevorstand gehören weiters die Vizebürgermeisterin Silvia Schröck und der Gemeindekassier Karl Wendler an.

### Gemeinderat
Der Gemeinderat besteht aus 15Mitgliedern. Nach dem Ergebnis der Gemeinderatswahl 2020 setzt sich dieser wie folgt zusammen:
- 13 Mandate ÖVP
- 1 Mandat SPÖ
- 1 Mandat Die Grünen

| Partei               | 2020    | 2020  | 2020    | 2015  | 2015  | 2015  | 2010  | 2010  | 2010  | 2005  | 2005  | 2005  | 2000  | 2000  | 2000  |
| Partei               | Stimmen | %     | Mandate | St.   | %     | M.    | St.   | %     | M.    | St.   | %     | M.    | St.   | %     | M.    |
| -------------------- | ------- | ----- | ------- | ----- | ----- | ----- | ----- | ----- | ----- | ----- | ----- | ----- | ----- | ----- | ----- |
| ÖVP                  | 723     | 78    | 13      | 732   | 72    | 12    | 726   | 70    | 12    | 595   | 59    | 9     | 554   | 61    | 10    |
| SPÖ                  | 93      | 10    | 1       | 097   | 10    | 01    | 172   | 17    | 02    | 240   | 24    | 4     | 171   | 19    | 03    |
| FPÖ                  |         |       |         | 084   | 08    | 01    | 056   | 05    | 0     | 039   | 04    | 0     | 090   | 10    | 01    |
| Die Grünen Ottendorf | 109     | 12    | 1       | 097   | 10    | 01    | 080   | 08    | 01    | 134   | 13    | 2     | 088   | 10    | 01    |
| Wahlberechtigte      | 1.322   | 1.322 | 1.322   | 1.320 | 1.320 | 1.320 | 1.269 | 1.269 | 1.269 | 1.216 | 1.216 | 1.216 | 1.097 | 1.097 | 1.097 |
| Wahlbeteiligung      | 71 %    | 71 %  | 71 %    | 77 %  | 77 %  | 77 %  | 82 %  | 82 %  | 82 %  | 83 %  | 83 %  | 83 %  | 84 %  | 84 %  | 84 %  |

### Wappen
Die Verleihung des Gemeindewappens erfolgte mit Wirkung vom 1. Juni 1990.
Blasonierung (Wappenbeschreibung):
„Von Rot und Gold gevierter Schild, darin farbverwechselt ein geviertes Kreuz, aus dessen Armen je ein Kleeblatt wächst, ins erste Feld nach rechts, ins zweite nach oben, ins dritte nach unten und ins vierte Feld nach links.“

## Persönlichkeiten

### Ehrenbürger
- 2019: Josef Haberl, Bürgermeister von Ottendorf an der Rittschein 2005–2019[19]

### Mit der Gemeinde verbundene Persönlichkeiten
- Heike Manhart (* 1993), Fußballspielerin